# FACE
FACE står for Fédération des Associations de Chasseurs de L'UE eller på dansk Sammenslutning af jagtorganisationer i EU.
Danmarks Jægerforbund er medlem af FACE.

## Ekstern henvisning
- FACE Arkiveret 27. november 2012 hos  Wayback Machine